# Azerbeidzjan op de Paralympische Zomerspelen 2012
Voor de vijfde keer was Azerbeidzjan aanwezig op de Paralympische Zomerspelen. In Londen is Azerbeidzjan vertegenwoordigd door 21 sporters, verdeeld over zes sporten: patletiek, boogschieten, judo, powerliften, schietsport en in het zwemmen. De meeste medailles werden behaald door zwemster Natali Fronina. Zij won eenmaal goud en viermaal zilver. Opvallend is dat ze steeds zilver won achter Oxana Savchenko uit Rusland.

## Medailleoverzicht
| Medaille | Naam                                                                     | Sport    | Onderdeel                     |
| -------- | ------------------------------------------------------------------------ | -------- | ----------------------------- |
| Goud     | Ramin Ibrahimov                                                          | Judo     | -60 kg (m)                    |
| Goud     | Afag Sultanova                                                           | Judo     | -57 kg (v)                    |
| Goud     | Oleg Panyutin                                                            | Atletiek | Hink-stap-springen F12 (m)    |
| Goud     | Natali Pronina                                                           | Zwemmen  | 100 meter schoolslag S12 (v)  |
| Zilver   | Natali Pronina                                                           | Zwemmen  | 200 meter wisselslag SM12 (v) |
| Zilver   | Natali Pronina                                                           | Zwemmen  | 100 meter vrije slag SM12 (v) |
| Zilver   | Natali Pronina                                                           | Zwemmen  | 100 meter rugslag SM12 (v)    |
| Zilver   | Natali Pronina                                                           | Zwemmen  | 50 meter vrije slag SM12 (v)  |
| Zilver   | Vladimir Zayets                                                          | Atletiek | Hink-stap-springen F12 (m)    |
| Brons    | Ilham Zakiyev                                                            | Judo     | +100 kg (m)                   |
| Brons    | Huseyn Hasanov                                                           | Atletiek | Verspringen F46 (m)           |
| Brons    | Azerbeidzjan Elchin Muradov, Rza Osmanov, Oleg Panyutin, Vladimir Zayets | Atletiek | 4×100 meter T11-13            |

## Deelnemers en uitslagen
Legenda
- AZ = Aziatisch record
- DNS = Niet gestart
- NG = Geen geldige gooi
- PB = Persoonlijk record
- Q = Gekwalificeerd voor volgende ronde
- q = Gekwalificeerd voor volgende ronde als tijdsnelste, of als een van de tijdsnelsten
- SB = Nieuw seizoensbest
- WR = Nieuw wereldrecord

### Atletiek
Mannen
| Naam                                                     | Onderdeel              | Heats          | Heats | Halve finale | Halve finale | Finale                   | Finale |
| Naam                                                     | Onderdeel              | Prestatie      | Rang  | Prestatie    | Rang         | Prestatie                | Rang   |
| -------------------------------------------------------- | ---------------------- | -------------- | ----- | ------------ | ------------ | ------------------------ | ------ |
| Huseyn Hasanov                                           | Verspringen F46        |                |       |              |              | 6.53 meter SB            | Brons  |
| Huseyn Hasanov                                           | Hink-stap-springen F46 | 13.74 meter SB | 4e    |              |              |                          |        |
| Elchin Muradov                                           | 100 meter T11          | 49,78 s        | 4e    |              |              |                          |        |
| Elchin Muradov                                           | 200 meter T11          | 23,49 s AZ     | 1e Q  |              |              | 23,41 s AZ               | 2e     |
| Olokhan Musayev                                          | Kogelstoten F54/55/56  |                |       |              |              | 11.93 meter (913 ptn) AZ | 9e     |
| Olokhan Musayev                                          | Discuswerpen F54/55/56 |                |       |              |              | 41.77 meter (974 ptn) PB | 4e     |
| Samir Nabiyev                                            | Discuswerpen F57/58    |                |       |              |              | 44.78 meter (906 ptn) PB | 5e     |
| Rza Osmanov                                              | 200 meter T12          | 22,85 s SB     | 3e q  |              |              | 23,11 s                  | 4e     |
| Rza Osmanov                                              | 400 meter T12          | 51,46 s SB     | 2e q  |              |              | 51,34 s SB               | 3e     |
| Oleg Panyutin                                            | Hink-stap-springen F12 |                |       |              |              | 15.02 meter SB           | Goud   |
| Vladimir Zayets                                          | Hink-stap-springen F12 |                |       |              |              | 15.01 meter              | Zilver |
| Elchin Muradov Rza Osmanov Oleg Panyutin Vladimir Zayets | 4×100 meter T11/13     | 44,12 s SB     | 1e Q  |              |              | 43.92 SB                 | Brons  |

Vrouwen
| Naam                | Onderdeel           | Heats     | Heats | Halve finale | Halve finale | Finale                   | Finale |
| Naam                | Onderdeel           | Prestatie | Rang  | Prestatie    | Rang         | Prestatie                | Rang   |
| ------------------- | ------------------- | --------- | ----- | ------------ | ------------ | ------------------------ | ------ |
| Madinat Abdullayeva | Kogelstoten F57/58  |           |       |              |              | NG                       | -      |
| Madinat Abdullayeva | Discuswerpen F57/58 |           |       |              |              | 19.21 meter (501 ptn) SB | 14e    |

### Boogschieten
Vrouwen
| Naam            | Onderdeel     | Ranking ronde | Ranking ronde | 1/16                                      | 1/8 | Kwartfinale | Halve finale | Finale |  |
| Naam            | Onderdeel     | Score         | Rang          | 1/16                                      | 1/8 | Kwartfinale | Halve finale | Finale |  |
| --------------- | ------------- | ------------- | ------------- | ----------------------------------------- | --- | ----------- | ------------ | ------ |  |
| Zinyat Valiyeva | Recurve W1/W2 | 435           | 19e           | Verloren van Marketa Sidkova ( CZE) 0 - 6 |     |             |              |        |  |

### Judo
Mannen
| Naam              | Onderdeel | 1/8                                                 | Kwartfinale                                | Halve finale                             | Herkansing 1e ronde                          | Herkansing halve finale               | Finale                                   | Rang  |
| ----------------- | --------- | --------------------------------------------------- | ------------------------------------------ | ---------------------------------------- | -------------------------------------------- | ------------------------------------- | ---------------------------------------- | ----- |
| Ramin Ibrahimov   | -60 kg    | 101 - 000 winst op Lee Min-Jae ( KOR)               | 020 - 0001 winst op Kevin Villemont ( FRA) | 0201 - 000 winst op Takaaki Hirai ( JPN) |                                              |                                       | 1011 - 000 winst op Li Xiaodong ( CHN)   | Goud  |
| Tofig Mammadov    | -90 kg    | 0002 - 001 verlies van Roberto Julian Santos ( BRA) |                                            |                                          |                                              |                                       |                                          |       |
| Bayram Mustafayev | -66 kg    | 0031 - 0002 winst op Victor Rudenko ( RUS)          | 0002 - 001 verlies van Zhao Xu ( CHN)      |                                          | 0002 - 1021 verlies van Sid Ali Lamri ( ALG) |                                       |                                          |       |
| Rovshan Safarov   | -81 kg    | 000 - 0201 verlies van Isao Cruz Alonso ( CUB)      |                                            |                                          |                                              |                                       |                                          |       |
| Karim Sardarov    | -100 kg   | 000 - 100 verlies van Oliver Upmann ( GER)          |                                            |                                          |                                              |                                       |                                          |       |
| Ilham Zakiyev     | +100 kg   | 100 - 000 winst op Gaydar Gaydarov ( RUS)           | 000 - 100 verlies van Kento Masaki ( JPN)  |                                          |                                              | 100 - 0001 winst op Tony Walby ( CAN) | 0201 - 000 winst op Wilians Silva ( BRA) | Brons |

Vrouwen
| Naam           | Onderdeel | Kwartfinale                             | Halve finale                          | Herkansing | Finale                                            | Rang |
| -------------- | --------- | --------------------------------------- | ------------------------------------- | ---------- | ------------------------------------------------- | ---- |
| Afag Sultanova | -57 kg    | 100 - 000 winst op Marion Caodou ( FRA) | 002 - 0001 winst op Duygu Cete ( TUR) |            | 100 - 000 winst op Lucia da Silva Teixeira ( BRA) | Goud |

### Powerliften
Mannen
| Naam            | Onderdeel | Score  | Rang |
| --------------- | --------- | ------ | ---- |
| Maharram Aliyev | +100 kg   | 230 kg | 5e   |
| Elshan Huseynov | -100 kg   | 230 kg | 4e   |

### Schietsport
Mannen
| Naam          | Onderdeel                  | Kwalificatie | Kwalificatie | Finale | Finale | Finale |
| Naam          | Onderdeel                  | Score        | Rang         | Score  | Totaal | Rang   |
| ------------- | -------------------------- | ------------ | ------------ | ------ | ------ | ------ |
| Akbar Muradov | 10 meter luchtpistool SH1  | 554 ptn      | 21e          |        |        |        |
| Akbar Muradov | 25 meter pistool SH1 (mix) | 549 ptn      | 16e          |        |        |        |
| Akbar Muradov | 50 meter pistool SH1 (mix) | 515 ptn      | 18e          |        |        |        |

Vrouwen
| Naam            | Onderdeel                  | Kwalificatie | Kwalificatie | Finale   | Finale    | Finale |
| Naam            | Onderdeel                  | Score        | Rang         | Score    | Totaal    | Rang   |
| --------------- | -------------------------- | ------------ | ------------ | -------- | --------- | ------ |
| Yelena Taranova | 10 meter luchtpistool SH1  | 372 ptn      | 5e Q         | 93.9 ptn | 465.9 ptn | 7e     |
| Yelena Taranova | 25 meter pistool SH1 (mix) | DNS          | DNS          |          |           |        |
| Yelena Taranova | 50 meter pistool SH1 (mix) | 513 ptn      | 20e          |          |           |        |

### Zwemmen
Vrouwen
| Naam           | Onderdeel                 | Series    | Finale     | Rang   |
| -------------- | ------------------------- | --------- | ---------- | ------ |
| Natali Pronina | 200 meter wisselslag SM12 | 2:36.75 q | 2:28.45    | Zilver |
| Natali Pronina | 50 meter vrije slag S12   | 28.10 q   | 27.54      | Zilver |
| Natali Pronina | 100 meter vrije slag S12  | 1:04.97 q | 1:00.00    | Zilver |
| Natali Pronina | 400 meter vrije slag S12  | 4:58.06 q | 4:53.40    | 5e     |
| Natali Pronina | 100 meter schoolslag S12  | 1:20.09 q | 1:16.17 WR | Goud   |
| Natali Pronina | 100 meter rugslag S12     | 1:12.79 q | 1:09.46    | Zilver |

Afghanistan · Albanië · Algerije · Amerikaanse Maagdeneilanden · Andorra · Angola · Antigua en Barbuda · Argentinië · Armenië · Australië · Azerbeidzjan · Bahrein · Barbados · België · Belize · Benin · Bermuda · Bolivia · Bosnië en Herzegovina · Brazilië · Britse Maagdeneilanden · Brunei · Bulgarije · Burkina Faso · Burundi · Cambodja · Canada · Centraal-Afrikaanse Republiek · Chili · China · Chinees Taipei · Colombia · Comoren · Congo-Brazzaville · Congo-Kinshasa · Cookeilanden · Costa Rica · Cuba · Cyprus · Denemarken · Djibouti · Dominica · Dominicaanse Republiek · Duitsland · Ecuador · Egypte · El Salvador · Equatoriaal-Guinea · Eritrea · Estland · Ethiopië · Faeröer · Fiji · Filipijnen · Finland · Frankrijk · Gabon · Gambia · Georgië · Ghana · Grenada · Griekenland · Groot-Brittannië · Guam · Guatemala · Guinee · Guinee‑Bissau · Guyana · Haïti · Honduras · Hongarije · Hongkong · Ierland · IJsland · India · Indonesië · Irak · Iran · Israël · Italië · Ivoorkust · Jamaica · Japan · Jemen · Jordanië · Kaaimaneilanden · Kaapverdië · Kameroen · Kazachstan · Kenia · Kirgizië · Kiribati · Koeweit · Kroatië · Laos · Lesotho · Letland · Libanon · Liberia · Libië · Liechtenstein · Litouwen · Luxemburg · Macau · Macedonië · Madagaskar · Maldiven · Maleisië · Mali · Malta · Marshalleilanden · Marokko · Mauritanië · Mauritius · Mexico · Micronesia · Moldavië · Monaco · Mongolië · Montenegro · Mozambique · Myanmar · Namibië · Nauru · Nederland · Nepal · Nicaragua · Nieuw-Zeeland · Niger · Nigeria · Noord-Korea · Noorwegen · Oeganda · Oekraïne · Oezbekistan · Oman · Oostenrijk · Oost-Timor · Pakistan · Palau · Palestina · Panama · Papoea-Nieuw-Guinea · Paraguay · Peru · Polen · Portugal · Puerto Rico · Qatar · Roemenië · Rusland · Rwanda · Saint Kitts en Nevis · Saint Lucia · Saint Vincent en Grenadines · Salomonseilanden · Samoa · San Marino · Saoedi-Arabië · Senegal · Servië · Seychellen · Sierra Leone · Singapore · Slovenië · Slowakije · Soedan · Somalië · Spanje · Sri Lanka · Suriname · Swaziland · Syrië · Tadzjikistan · Tanzania · Thailand · Togo · Tonga · Trinidad en Tobago · Tsjaad · Tsjechië · Tunesië · Turkije · Turkmenistan · Tuvalu · Uruguay · Vanuatu · Venezuela · Verenigde Arabische Emiraten · Verenigde Staten · Vietnam · Wit-Rusland · Zambia · Zimbabwe · Zuid-Afrika · Zuid-Korea · Zweden · Zwitserland
Niet deelgenomen: Botswana · Malawi